# Rene Simpson
Rene Simpson Collins (ur. 14 stycznia 1966 w Sarnia, Ontario, zm. 17 października 2013 w Chicago) – kanadyjska tenisistka, zwyciężczyni turniejów zawodowych w grze podwójnej, zawodniczka i kapitan reprezentacji Kanady w Pucharze Federacji, olimpijka.

## Kariera tenisowa
Zanim przystąpiła do rozgrywek zawodowych, leworęczna (backhand grała oburęczny) Simpson była liczącą się zawodniczką w amerykańskich rozgrywkach akademickich w zespole Texas Christian University, a jej 42 zwycięstwa singlowe w sezonie 1987/1988 ponad ćwierć wieku przetrwały jako rekord reprezentacji akademickiej. Już w 1988 odniosła pierwszy znaczący rezultat w tenisie profesjonalnym, w brazylijskiej Guarui przechodząc eliminacje i docierając aż do finału, w którym uległa swojej późniejszej wielokrotnej partnerce deblowej Mercedes Paz z Argentyny. Do końca kariery pozostał to jej jedyny finał w grze pojedynczej na najwyższym szczeblu rozgrywek.
W turniejach wielkoszlemowych sześciokrotnie awansowała do II rundy, m.in. w swoim debiutanckim występie w Australian Open 1989: pokonała Włoszkę (potem reprezentantkę Szwajcarii) Cathy Caverzasio, ale z najwyżej rozstawioną Niemką Graf nie zdołała już zdobyć nawet gema. W Paryżu w 1989 odnotowała swój najlepszy występ w Wielkim Szlemie; doszła do 1/16 finału, po wygranych nad Meredith McGrath i Marianne Werdel, a uległa rozstawionej z numerem 11 Novotnej. W 1990 wyeliminowała z French Open rozstawioną Rosalyn Nideffer, a odpadła z Węgierką Temesvári. W 1992 pokonała w Australian Open Austriaczkę Paulus, a w US Open Włoszkę Cecchini. Na turnieju US Open 1993 pokonała swoją rodaczkę Helen Kelesi, odpadła z rozstawioną z numerem piątym Argentynką Sabatini. W 1994 pokonała w Australian Open znaną reprezentantkę gospodarzy Nicole Pratt. W tymże roku była pierwszą wimbledońską przeciwniczką późniejszej zwyciężczyni Conchity Martínez, której uległa 1:6, 3:6. W kolejnych latach starty wielkoszlemowe kończyła głównie na etapie eliminacji, a w swoim ostatnim występie – w Australian Open 1998 – odpadła w I rundzie z turniejową "czternastką" Dominique Monami.
Z innych zawodowych startów Simpson na uwagę zasługują m.in. dwa występy na turnieju w Brisbane: w 1989 dotarła do III rundy po wygranych nad Amerykanką Terry Phelps i Niemką Evą Pfaff (przegrała z Patty Fendick), a w 1994 pokonała m.in. znaną później Francuzkę Sandrine Testud i w 1/8 finału uległa w trzech setach Niemce Barbarze Rittner. W 1993 pokonała w Delray Beach młodą Chandę Rubin. Na turnieju ITF w Midland w 1996 wygrała z klasyfikowaną na 11. miejscu na świecie Holenderką Brendą Schultz, a przegrała w ćwierćfinale z Rosjanką Kurnikową. W Sydney w styczniu 1997 wyeliminowała Słowaczkę Habsudovą (numer 11 w rankingu WTA), ale w II rundzie odpadła z Jennifer Capriati. Dwukrotnie przegrywała też z Polkami – w 1989 w Berlinie z Iwoną Kuczyńską, a w 1997 w Quebecu z Magdaleną Grzybowską.
W grze podwójnej Rene Simpson odniosła trzy zwycięstwa turniejowe, ponadto była w jednym finale; wszystkie te wyniki osiągnęła na przełomie 1994 i 1995 z czterema różnymi partnerkami. W 1994 wygrała w Tajpej razem z Michelle Jaggard-Lai, w 1995 w San Juan z Karin Kschwendt i w Zagrzebiu z Mercedes Paz, a finał w Houston w 1995 przegrała w parze z Wiltrud Probst. W turniejach deblowych w Wielkim Szlemie była dwa razy w 1/8 finału – w 1993 na US Open (z Jaggard-Lai) i w 1997 na French Open (z Paz, wygrały z rozstawionymi Katriną Adams i Lori McNeil, uległy Yayuk Basuki i Caroline Vis), a na US Open w 1996 osiągnęła ćwierćfinał; partnerowała jej wówczas rodaczka Sonya Jeyaseelan, Kanadyjki wygrały z takimi znanymi rywalkami, jak Anke Huber i Iva Majoli, Lisa Raymond i Rennae Stubbs, Alexia Dechaume-Balleret i Sandrine Testud, a uległy w trzech setach Gigi Fernández i Natalli Zwierawej. Simpson kilkakrotnie grała też w wielkoszlemowych turniejach gry mieszanej, bez większych sukcesów, chociaż miała za partnerów znanych specjalistów gry podwójnej – Nestora, Connella, Broada, Pimka czy Grabba.
Zarobki zawodowe Simpson zamknęły się kwotą 485 tysięcy dolarów. Najwyżej sklasyfikowano ją w grze pojedynczej 10 kwietnia 1989 – na 70. miejscu na świecie, a w grze podwójnej 21 sierpnia 1995 – na miejscu 32.
Jako reprezentantka Kanady występowała w rozgrywkach o Puchar Federacji w latach 1988-1998, notując bilans 20 zwycięstw i 16 porażek (w grze pojedynczej – 10 wygranych, 7 porażek). Debiutowała w meczu z Koreą w grudniu 1988 jako deblistka u boku Helen Kelesi (zespół kanadyjski dotarł wówczas do półfinału, ulegając Czechosłowacji). Odnotowała w rywalizacji pucharowej wygrane m.in. nad Basuki (Indonezja, 1990), de Swardt (RPA, 1992), Cecchini (Włochy, 1995), Bradtke (Australia, 1996). W kwietniu 1998 wystąpiła po raz ostatni, partnerując Jeyaseelan w spotkaniu z Brazylijkami. Poza wymienionymi, jej partnerkami deblowymi w zespole narodowym były Patricia Hy i Jill Hetherington. W 2001 Simpson objęła funkcję kapitana reprezentacji i prowadziła ją do sezonu 2009, w 2007 wprowadzając Kanadę do drugiej grupy światowej.
W 1992 uczestniczyła w igrzyskach olimpijskich w Barcelonie. W I rundzie gry pojedynczej uległa rozstawionej z "czternastką" Japonce Kimiko Date. W deblu grała z Patricią Hy, w I rundzie pokonały parę z Tajlandii Surimol Duandchan i Benjamas Sangaram, w II rundzie przegrały 6:3, 3:6, 2:6 z Francuzkami, parą turniejową nr 8, Isabelle Demongeot i Nathalie Tauziat.
Wyszła za mąż za Jasona Collinsa. W 2011 wpisano ją do Canadian Tennis Hall of Fame. Zmarła 17 października 2013 w Chicago po chorobie nowotworowej.

## Finały turniejów WTA
| Legenda                | Legenda |
| ---------------------- | ------- |
| Wielki Szlem           |         |
| Igrzyska olimpijskie   |         |
| WTA Tour Championships |         |
| 1988 – 2008            |         |
| Kategoria I            |         |
| Kategoria II           |         |
| Kategoria III          |         |
| Kategoria IV           |         |
| Kategoria V            |         |

### Gra pojedyncza
| Końcowy wynik | Nr | Data              | Turniej | Nawierzchnia | Przeciwniczka | Wynik finału |
| ------------- | -- | ----------------- | ------- | ------------ | ------------- | ------------ |
| Finalistka    | 1. | 13 listopada 1988 | Guarujá | Twarda       | Mercedes Paz  | 5:7, 2:6     |

### Gra podwójna
| Końcowy wynik | Nr | Data              | Turniej  | Nawierzchnia | Partnerka            | Przeciwniczki                 | Wynik finału  |
| ------------- | -- | ----------------- | -------- | ------------ | -------------------- | ----------------------------- | ------------- |
| Zwyciężczyni  | 1. | 20 listopada 1994 | Tajpej   | Twarda       | Michelle Jaggard-Lai | Nancy Feber Alexandra Fusai   | 6:0, 7:6(10)  |
| Zwyciężczyni  | 2. | 5 marca 1995      | San Juan | Twarda       | Karin Kschwendt      | Laura Golars Linda Wild       | 6:2, 0:6, 6:4 |
| Finalistka    | 1. | 16 kwietnia 1995  | Houston  | Ceglana      | Wiltrud Probst       | Nicole Arendt Manon Bollegraf | 4:6, 2:6      |
| Zwyciężczyni  | 3. | 30 kwietnia 1995  | Zagrzeb  | Ceglana      | Mercedes Paz         | Laura Golarsa Irina Spîrlea   | 7:5, 6:2      |